# Fraaie walstrospanner
De fraaie walstrospanner (Lampropteryx suffumata) is een nachtvlinder uit de familie van de spanners (Geometridae). 

## Kenmerken
De voorvleugellengte bedraagt tussen de 14 en 17 mm. De basiskleur van de voorvleugel is lichtbruin. Over de voorvleugel loopt een brede witomrande donkerbruine middenband met aan de buitenzijde twee opvallende uitsteeksels. De achtervleugel is vuilwit.

## Levenscyclus
De fraaie walstrospanner gebruikt diverse soorten walstro als waardplanten. De rups is te vinden in mei en juni. De soort overwintert als pop. Er is jaarlijks een generatie die vliegt van halverwege maart tot en met juni.

## Voorkomen
De soort komt verspreid van Europa tot de Altaj en Kamtsjatka voor. Daarnaast is de soort in Noord-Amerika in Alaska, British Columbia en Alberta vastgesteld. De fraaie walstrospanner is daar zeldzaam, maar waarschijnlijk wel inheems. De fraaie walstrospanner is in Nederland een zeer zeldzame en in België een zeldzame soort.